# There Is Love in You
Albums de Four Tet
Everything Ecstatic
(2005)
There Is Love in You est le cinquième album solo du musicien britannique de musique électronique Four Tet. Il est sorti le 25 janvier 2010 sur le label Domino Records (catalogue : WIGCD254).

## Pistes
| 1.    | Angel Echoes            | 4:00 |
| 2.    | Love Cry                | 9:13 |
| 3.    | Circling                | 5:18 |
| 4.    | Pablo's Heart           | 0:12 |
| 5.    | Sing                    | 6:49 |
| 6.    | This Infolds            | 7:55 |
| 7.    | Reversing               | 2:40 |
| 8.    | Plastic People          | 6:34 |
| 9.    | She Just Likes to Fight | 4:34 |
| 47:15 |                         |      |